# Drosophila orkui
Drosophila orkui este o specie de muște din genul Drosophila, familia Drosophilidae, descrisă de Brncic și Santibanez în anul 1957.
Este endemică în Peru. Conform Catalogue of Life specia Drosophila orkui nu are subspecii cunoscute.